# Cassipourea ceylanica
Cassipourea ceylanica är en tvåhjärtbladig växtart som först beskrevs av Gardn., och fick sitt nu gällande namn av Arthur Hugh Garfit Alston. Cassipourea ceylanica ingår i släktet Cassipourea, och familjen Rhizophoraceae. Inga underarter finns listade i Catalogue of Life.